# Typhlamia sandersi
Typhlamia sandersi is een naaldkreeftjessoort uit de familie van de Typhlotanaidae. De wetenschappelijke naam van de soort is voor het eerst geldig gepubliceerd in 1985 door Kudinova-Pasternak.